# Единицы измерения массы

## Единицы массы

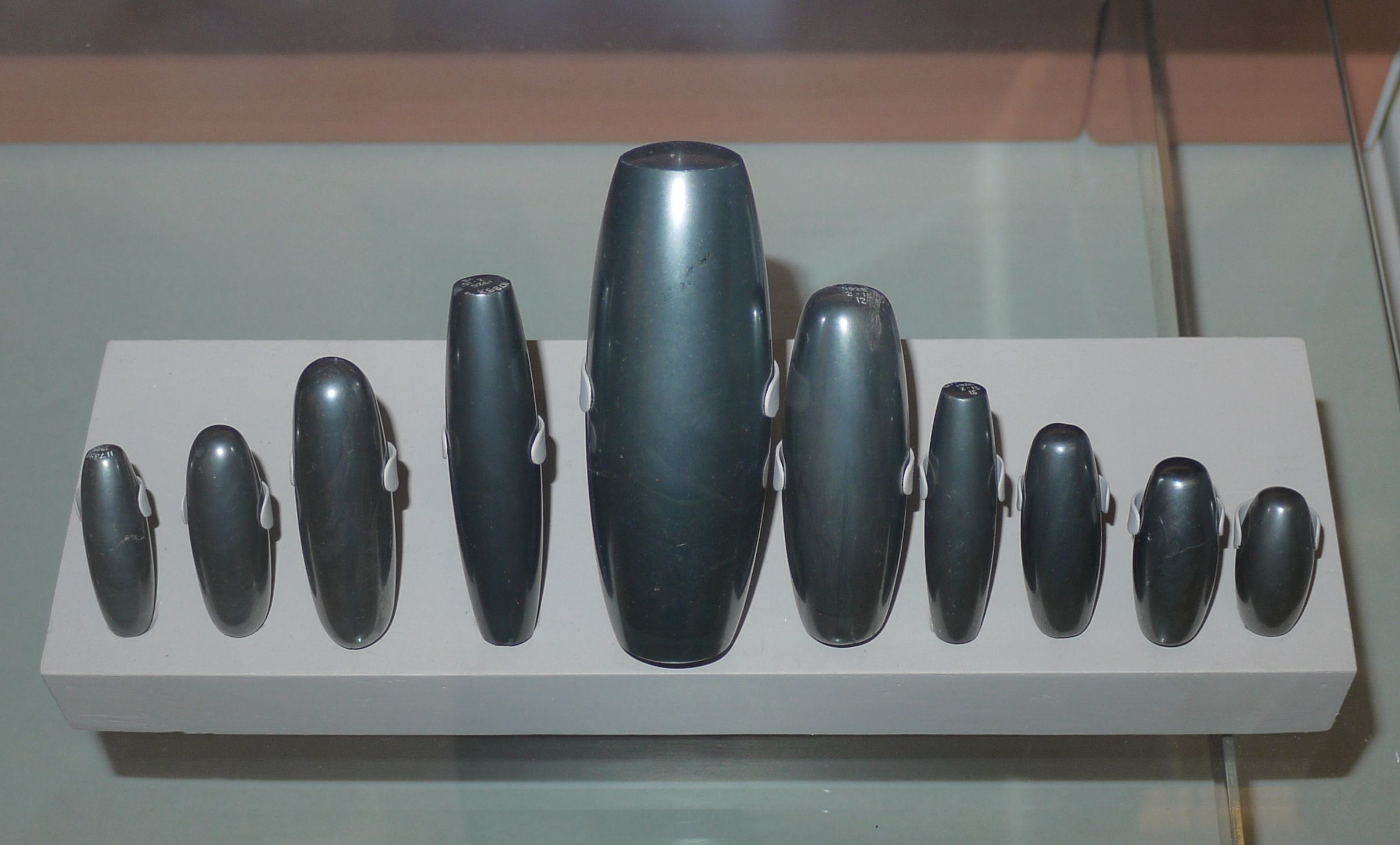
Месопотамские гири из гематита. Самая большая весит 1 мину, а самая маленькая — 3 шекеля

Исторически многие меры массы были кратны эталону — массе зерна (семени) различных растений: пшеницы, ячменя (см. гран), некоторых бобовых, риса, проса, горчицы, некоторых кактусов (в Америке).
Популярной мерой массы выступали монеты, которые имели нормированную массу и обычно были «под рукой». Отсюда и критерий цены «дороже золота/серебра».

### Метрическая система
Первоначально единицей измерения массы в метрической системе единиц был грамм, определявшийся как масса 1 см³ дистиллированной воды при температуре 4 °C и давлении, равном 1 атмосфере.
В настоящее время в Международной системе единиц (СИ) в качестве единицы массы принят килограмм, входящий в число семи основных единиц СИ, а грамм представляет собой его дольную единицу, равную 1/1000 килограмма. По определению, действовавшему до 2019 года, «килограмм есть единица массы, равная массе международного прототипа килограмма». В свою очередь, международный прототип килограмма представляет собой цилиндр диаметром и высотой 39,17 мм, изготовленный из платиноиридиевого сплава (90 % платины, 10 % иридия) и хранящийся в Международном бюро мер и весов, штаб-квартира которого находится в городе Севр, расположенном в юго-западных предместьях Парижа. XXVI Генеральная конференция по мерам и весам 13—16 ноября 2018 года одобрила новое определение килограмма, основанное на фиксации числового значения постоянной Планка; предусматривалось, что это решение вступает в силу 20 мая 2019 года. При этом с практической точки зрения величина килограмма не изменяется, но существующий «прототип» (эталон) более не будет определять килограмм, став очень точной гирькой с потенциально измеримой погрешностью.
Кроме того, килограмм является единицей массы и относится к числу основных единиц в системах МКС, МКСА, МКСК, МКСГ, МКСЛ, МКГСС.
В настоящее время в РФ допускается использование наряду с единицами СИ следующих единиц массы:
- тонна — 106 (1 000 000) г, или 1000 кг;
- центнер — 105 (100 000) г, или 100 кг;
- карат — 0,2 г.

При этом тонна в России допущена к использованию наряду с единицами СИ без ограничения срока и области применения, центнер согласно рекомендациям Международной организации законодательной метрологии (МОЗМ) относится к внесистемным единицам, которые подлежат изъятию из обращения в как можно более сжатые сроки там, где они сейчас используются, и не должны вводиться, если они не используются. Карат в России допущен к использованию в качестве внесистемной единицы без ограничения срока с областью применения «для драгоценных камней и жемчуга», а МОЗМ относит его к единицам измерения, которые могут временно применяться до даты, установленной национальными предписаниями, но которые не должны вводиться, если они не используются.

### Единицы массы в науке
- Атомная единица массы (а. е. м., дальтон) = 1,660 538 921(73)⋅10−27 кг = 1,660 538 921(73)⋅10−24 г[5] (в химии высокомолекулярных соединений и биохимии применяются также кратные единицы килодальтон, мегадальтон).
- Солнечная масса M☉ = 1,98847(7)⋅1030 кг[6][7].
- Электронвольт, 1 эВ = 1,782 661 845(39)⋅10−36 кг[8][9]; применяются также кратные (килоэлектронвольт, кэВ; мегаэлектронвольт, МэВ, гигаэлектронвольт, ГэВ; тераэлектронвольт, ТэВ) и дольные (миллиэлектронвольт, мэВ) единицы.
- Масса электрона me = 9,109 382 91(40)⋅10−31 кг[10].
- Масса протона mp = 1,672 621 777(74)⋅10−27 кг[11].
- Планковская единица массы MPl = 2,176 51(13)⋅10−8 кг[12].

### Американская система
(см. также Английская система мер)
- Стоун — 14 фунтов, или 6,35029318 кг
- фунт — 453,59237 г (точное и официальное значение)
- Унция — 1/16 фунта, или 1/224 стоуна, или 28,349523125 г
- Драхма (единица измерения массы, США) — 1/16 унции, или 1/256 фунта, или 1/3584 стоуна, или 1,7718451953125 г
- Гран — 1/98000 стоуна, или 1/7000 фунта, или 1/437,5 унции, или 1/27,34375 драхмы, или 64,79891 мг
- Короткая тонна = 20 коротких хандредвейтов = 2000 фунтов = 0,90718474 т
- Короткий хандредвейт = 100 фунтов = 45,359237 кг

### Британская аптечная система
(см. также Английская система мер)
- Тройский фунт (единица измерения), или аптечный фунт = 373,2417216 грамма
- Тройская унция = 1/12 тройского фунта, или 31,1034768 грамма
- Драхма (единица измерения массы, Великобритания) = 1/8 тройской унции, или 1/96 тройского фунта, или 3,8879346 грамма
- Скрупул = 1/3 драхмы, или 1/288 тройского фунта, или 1,2959782 грамма
- Гран = 1/20 скрупула, или 0,06479891 г

### Русская система мер
- Берковец = 164 килограмма
- Пуд = 1/10 берковца = 40 фунтам = 1280 лотам = 3840 золотникам = 368 640 долям = 16,3804815 килограмма
- Фунт = 409,5120375 грамма
- Лот = 1/32 фунта = 3 золотникам = 288 долям = 12,797 251 191 395 300 грамма
- Золотник = 1/96 фунта = 4,26575417 грамма
- Доля = 1/96 золотника = 44,435 миллиграмма

### Европейские меры массы
(см. также Английская система мер)
- Аса — Германия, Голландия = 0,048063 г
- Английская тонна (или длинная) = 1,016 т
- Марка — единица массы серебра или золота в средневековой Западной Европе, приблизительно равная 8 тройским унциям (249 г). Позднее марка стала использоваться как денежная единица в Англии, Шотландии, Германии и скандинавских странах.
- Тод — Англия = 12 торговых фунтов = 5,44310844 кг
- Феркин — Англия = 56 фунтов = 25,40117272 кг или = 64 фунтов = 29,02991168 кг
- Хандредвейт — Англия = 112 торговых фунтов = 50,80234544 кг
- Хогсхед — Англия = 1000 фунтов = 453,6 кг

### Античные единицы массы
- Дарик = 1/3000 персидского таланта = 8,64 г
- Драхма = 1/100 мины = 6 оболов = 3,9 г
- Мина = 390 г
- Обол = 650 мг
- Талант = 25,92 кг
- Халк = 81,25 мг
- Шекель = 14 г

### Египетские единицы массы
- Бакила (боб) — египетская мера массы. 1 бакила = 4 шамунам = 12 киратам. Исходя из того, что египетский кират равен 0,195 грамма, одна бакила равна 2,34 грамма.
- Шамуна — египетская мера массы. 1 шамуна = 1/4 бакилы = 3 египетским киратам. Исходя из того, что египетский кират равен 0,195 грамма, одна шамуна равна 0,585 грамма. Существовала также шамуна большей массы, равная 1,5 гарамам (около 1,7 грамма).

### В странахЮго-Восточной Азии
- Адолья = 1,2701 кг
- Кэтти = 500 г

### Древнееврейские единицы массы
- Манэ = 2,28 кг[13]

### Арабские единицы массы
- Арузза = 0,0186 г